# Bjordal og Ortneviks socken
Bjordal og Ortneviks socken (norska: Bjordal og Ortnevik sokn) är en församling i Sunnfjords prosteri i Bjørgvins stift inom Norska kyrkan. Församlingen omfattar den södra delen av Høyangers kommun (området söder om Sognefjorden) i Vestland fylke i västra Norge.

## Kyrkor
- Bjordals kyrka, Bjordal
- Ortneviks kyrka, Ortnevik